# Julio Rosales y Ras

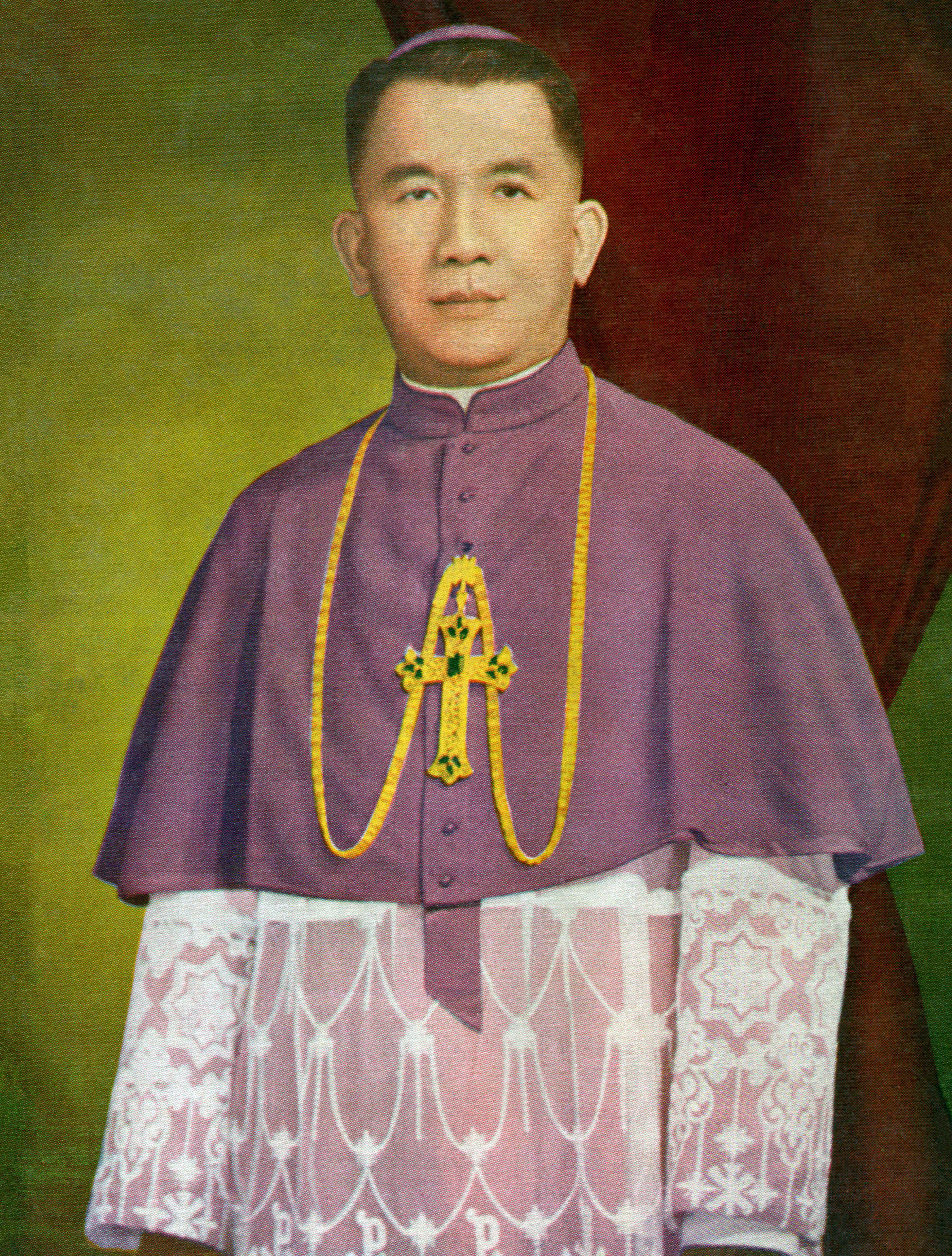
Erzbischof Julio Rosales y Ras (1950)

Kardinalswappen von Julio Rosales y Ras

Julio Kardinal Rosales y Ras (* 18. September 1906 in Calbayog, Philippinen; † 2. Juni 1983 in Cebu) war Erzbischof von Cebu.

## Leben
Julio Rosales y Ras studierte am Priesterseminar von Calbayog katholische Theologie und empfing am 2. Juni 1929 das Sakrament der Priesterweihe. Anschließend arbeitete er bis 1946 als Gemeindeseelsorger in der Diözese Calbayog.
Am 22. Juni 1946 ernannte ihn Papst Pius XII. zum ersten Bischof von Tagbilaran Die Bischofsweihe spendete ihm am 21. September 1946 Guglielmo Piani, Apostolischer Delegat in den Philippinen; Mitkonsekratoren waren Manuel Mascariñas y Morgia, Bischof von Caceres, und Miguel Acebedo, Bischof von Calbayog. Sein bischöflicher Wahlspruch war Te Amari Faciam. Am 17. Dezember 1949 wurde Julio Rosales y Ras zum Erzbischof von Cebu ernannt. Er nahm in den Jahren 1962 bis 1965 am Zweiten Vatikanischen Konzil teil. Am 28. April 1969 nahm ihn Papst Paul VI. als Kardinalpriester mit der Titelkirche Sacro Cuore di Gesù agonizzante a Vitinia in das Kardinalskollegium auf. Am 24. August 1982 nahm Papst Johannes Paul II. sein entsprechend dem Codex Iuris Canonici aus Altersgründen vorgebrachtes Rücktrittsgesuch an.
Julio Rosales y Ras starb am 2. Juni 1983 in Cebu und wurde in der dortigen Kathedrale beigesetzt.
Sein Bruder war der Politiker Decoroso Rosales, der unter anderem Mitglied des Senats war.